# Zacarias Moussaoui

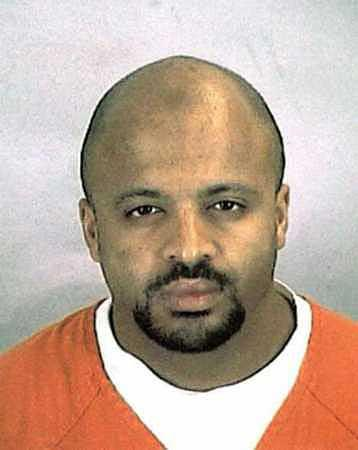
Zacarias Moussaoui

Zacarias Moussaoui (arabiska: زكريا موسوي), född 30 maj 1968 i Frankrike, är en fransk medborgare av marockanskt ursprung. Moussaoui dömdes till livstids fängelse utan möjlighet till benådning för delaktighet i 11 september-attackerna. Han är den enda person i USA som blivit åtalad för att vara inblandad i 11 september-attackerna. Han greps av FBI 16 augusti 2001 efter att en flyglärare vid en flygskola i Eagan i Minnesota fattat misstankar mot honom.
Efter attackerna har han misstänkts för att möjligen vara den "tjugonde kaparen" som förväntades deltag i kapningen på United Airlines Flight 93. Det enda planet som inte nådde sitt mål. Målet trots dock ha varit Vita huset eller Kapitolium. Den 3 maj rekommenderade juryn att han skulle dömas till livstids fängelse utan möjlighet till benådning. Han dömdes enligt rekommendationen den 4 maj. Enligt Associated Press ansåg tre jurymedlemmar att Moussaoui bara hade begränsad kunskap om 11 september-planerna och tre ur juryn ansåg att hans roll var liten, om han hade någon roll över huvud taget.

## Översikt
Moussaoui påstås ha varit reserv för den "första tjugonde kaparen", möjligtvis Ramzi Binalshibh (bin al-Shibh), en person ur cellen från Hamburg. Binalshibh och Zakariyah Essabar nekades visum till USA och letade därför efter en person som kunde ta deras plats. Moussaoui gjorde samma resa som den som de andra inblandade gjort. Han besökte ett terroristläger i Mellanöstern, införskaffade knivar i USA och utbildade sig på flygskolor. Åklagaren i rättegången mot Moussaoui hade dock svårigheter att koppla honom direkt till de andra 19 deltagarna.
Rättegången sågs i vissa ögon som ett mått på USA:s vilja och förmåga att ge terroristmisstänkta en rättvis rättegång. Andra reagerade på hur mycket rätten, och speciellt domaren Leonie Brinkema, tillät Moussaoui att agera. Moussaoui förvånade åskådare genom att utse sig själv att representera sig själv i rätten samt begärde in tillfångatagna al-Qaida medlemmar som vittnen i målet. Moussaoui erkände sin skuld i varierande grad och att han är medlem i al-Qaida.
Vid rättegångens början påstod Moussaoui att han inte var inblandad i 11 september-attackerna. Några al-Qaida medlemmar bekräftade Moussaouis uttalande, och sade att han var involverad i en annan plan än den som verkställdes 11 september, men åklagaren trodde inte på hans berättelse. Den 3 april 2006 fastslogs att Moussaoui kunde bli dömd till döden. Innan han lämnade rättssalen skall han enligt rapporter ha skrikit: "Ni kommer aldrig få mitt blod. Gud förbannar er alla!" Han drog senare tillbaka sina påståenden och erkände återigen alla de punkter åklagaren lagt fram.
Den 4 maj 2006 dömdes Moussaoui till livstids fängelse utan möjlighet till benådning. Efter att en jury dagen innan hade bestämt att inte utdöma dödsstraff, klappade Moussaoui händerna när han blev utledd ur rätten och sa: "Amerika, ni förlorade... Jag vann". Domare Brinkema replikerade med att säga att han skulle "dö med ett gny" och att han "aldrig ska få chansen att prata igen".

## Personlig historia

### Barndom
Moussaouis mamma, Aicha el-Wafi, var 14 år när hon gifte sig i Marocko. Fem år senare flyttade hans föräldrar till Frankrike där han föddes. Efter mycket våld i familjen lämnade hans mamma fadern medan de fyra barnen fortfarande var unga. Hon försörjde sig och sina barn som städerska. Det fanns ingen religiös uppfostran inom familjen. Som första generationens invandrare från Marocko levde de i en miljö där rasism var vardag. I skolan älskade Moussaoui idrott, speciellt basket. Hans liv var fyllt med besvikelser, oförmögen att i sin ungdom gå vidare med idrotten. Hans familj flyttade mellan olika delar av Frankrike vilket förvärrade hans barndom.

### Möte med radikal islamism och annat
Moussaoui var känd under andra namn, bland annat Abu Khaled al Sahrawi och Shaqil, medan han var i Oklahoma. Han har en filosofie magisterexamen i internationell ekonomi som han tog i South Bank University i London. Han tog sina första steg in i den radikala islamismen i en moské i Brixton där han träffade "skobombaren" Richard Reid. Han blev dock utslängd från moskén då han kommit iklädd stridsuniform med ryggsäck och pressande frågade imamen hur han kunde ansluta sig till Jihad. Det är också möjligt att han hade kontakt med medlemmar ur Finsbury Park-moskén där den kända Abu Hamza höll föreläsningar.
Franska myndigheter började övervaka Moussaoui 1996 när han setts tillsammans med radikala islamister i London. 1998 besökte han det militära träningslägret Khalden i Afghanistan. Uppgifter talar också om att han ska ha återkommit året därpå. I september 2000 besökte han Malaysia och stannade i en fastighet ägd av Yazid Sufaat som, i oktober 2000, undertecknade brev där Moussaoui sägs vara representant för hans företag. Två av 11 september kaparna bodde i lägenheten januari 2000. Jemaah Islamiahs ledare Riduan Ismauddin skickade i oktober Yazid Sufaats grupp för att förse Moussaoui med 35 000 dollar och resehandlingar i Malaysia.